# 山瀬理恵子
山瀬 理恵子（やませ りえこ、1977年9月16日 - ）は、アスリート向けの料理を中心とした料理研究家。Jリーグ・レノファ山口FC所属の山瀬功治は夫。北海道十勝郡浦幌町出身で、うらほろアンバサダー。

## 来歴・著書
夫の二度の負傷（2002年に右膝前十字靭帯断裂、2004年に左膝前十字靭帯断裂）がそれぞれ約8カ月のリハビリ生活を要し、それを機にアスリートにとっての料理の大切さを痛感、本格的に研究を始めた。運動選手にとっての食事は部活動などに励む子どもたちにも有効なうえ、体脂肪コントロールや筋力向上なども期待でき、一般的な食事としても応用ができるという観点からさまざまなレシピを考案。執筆やテレビ出演、ネットなどで発信している。
サッカー専門誌エルゴラッソ担当記者から依頼でサッカーダイジェストの特別企画「サッカーと食の話」を執筆、話題となり、2011年よりサッカーダイジェストテクニカルにてスポーツ栄養レシピ・コラム連載が開始。これを機に料理研究家としての活動をスタートした。
専門分野は植物化学。著書に3年間の京都新聞連載を書籍化した『アス飯レシピ』（京都新聞出版センター）がある。2013年にはクックパッド株式会社よりオファーを受けクックパッド公式kitchenを開設した。

「アス飯®」の商標を登録している（登録番号：第5976205号）。

## 主な連載
- 京都新聞読者情報誌「きらっと！京滋 山瀬理恵子のアス飯レシピ」（2018年～）
- 愛媛県東温市の広報誌「広報とうおん」で「山瀬理恵子のアス飯®」を連載開始（2020年6月号～）

### 過去の連載
- サッカーダイジェストテクニカル「山瀬家の食卓」企画・構成　藤井雅彦（2011～2013年）
- 京都新聞「アス飯」（2014〜2017年）
- 西日本スポーツ新聞「理恵子のアス飯」（2017〜2019年）
- 愛媛新聞「愛媛食材で愛あるアス飯　山瀬理恵子の行ってこ〜わい」（2019～2021年4月）

## 主なレギュラー番組
- 山口朝日放送 YOU!どきっ
- 南海放送Beans今日からできるアス飯（2019年～）山口に転居後も継続
- FM愛媛 JA全農えひめpresents「山瀬理恵子のアス飯」（2020年～）山口に転居後も継続
- 味の明太子のふくやYouTubeアス飯（2018年～）

### 過去のレギュラー番組
- 京都新聞アス飯オンライン（2015〜2017年）
- テレビ西日本 ももち浜ストア夕方版スポーツコーナーアス飯（2017年）
- 西日本スポーツ新聞アス飯オンライン（2018年）
- 愛媛CATV 愛媛食材で愛あるアス飯　山瀬理恵子の行ってこ〜わい（2019～2021年4月）
- 山口朝日放送 どき生らいぶ（2022年～）

## 資格
- 初等教育教員免許（幼稚園教諭、小学校教諭）
- 日本食育インストラクター協会認定「食育インストラクター」
- 日本フードコーディネーター協会認定「フードコーディネーター」
- 日本アロマ環境協会認定「アロマテラピーインストラクター」
- 日本スポーツアロマトレーナー協会認定「スポーツアロマトレーナー」
- 日本メディカルハーブ協会認定「ハーバルセラピスト」
- 株式会社アスリートフードマイスター公認「アスリートフードマイスター３級」
- 日本プロカウンセリング協会認定「心理カウンセラー２級」
- 日本総合プロフェッショナルケア協会「薬膳スパイスアドバイザー」
- 日本野菜ソムリエ協会認定「野菜ソムリエ」

など。

## エピソード
- 夫・山瀬功治が京都、福岡、愛媛とチームを移籍するごとに、それぞれの地元紙や地元放送局と協力関係を結んでいる。
- 山瀬功治はよしもとクリエイティブ・エージェンシーとマネージメント契約を結んでいるが、妻理恵子の番組にゲスト出演することがある。
- 飾らず明るい人柄が番組制作スタッフからも支持を受けているが、リアクションが大きく、突然大きな声を発することもたびたびある。